# Université de Linköping

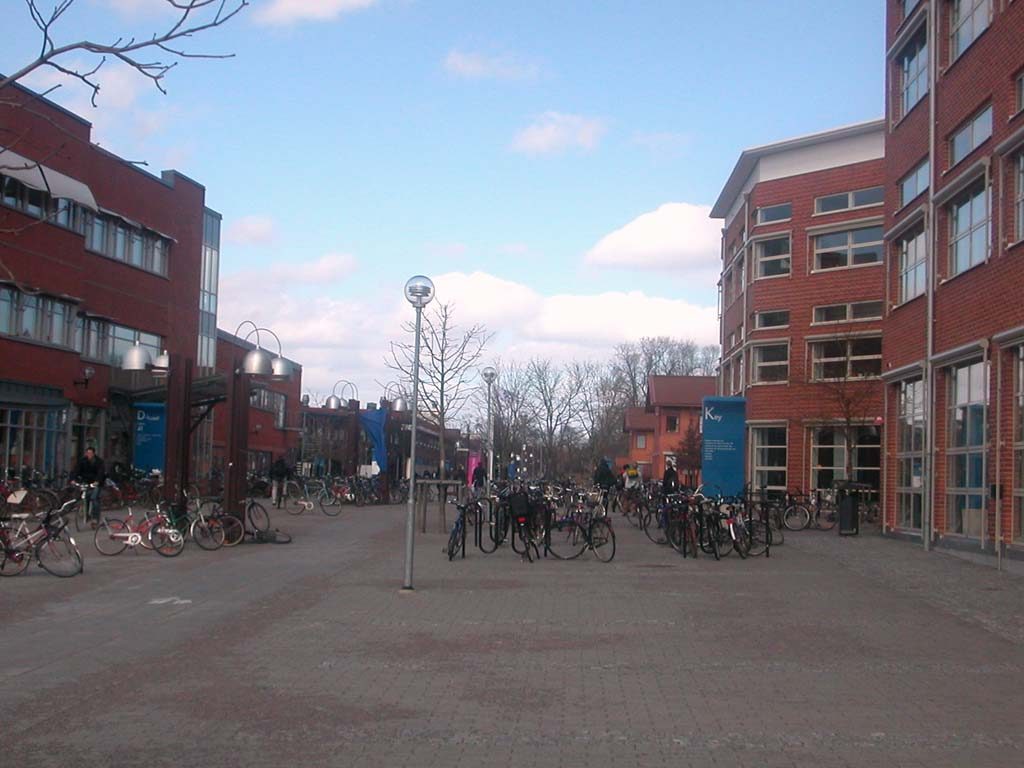
Vue de l'université (bâtiment Key et bibliothèque

L'université de Linköping (Linköpings universitet en suédois) est l'une des plus importantes universités suédoises.

## Historique
En 1965, des formations techniques et médicales furent localisées à Linköping. Deux ans plus tard, la base d'une faculté de philosophie était mise en place lorsque l'université de Stockholm établit une branche à Linköping. En 1969, furent fondues les facultés techniques et médicales et en 1975 la sixième université de Suède voyait le jour.
En 2011, l'université de Linköping a 27 600 étudiants répartis sur trois campus, Valla et l'hôpital universitaire à Linköping et le campus de la ville voisine de Norrköping. Il y a aussi des étudiants à Stockholm à Carl Malmsten — Furnitures Studies qui fait partie de l'université. (en) « Linköpings universitets historia », 11 januar 2011

## Structure
Chaque année elle reçoit environ 1 500 étudiants en échange académique dans l'une de ses quatre facultés :
- faculté des Arts et des Sciences ;
- faculté de Médecine ;
- faculté de Technologie ;
- faculté des Sciences de l'Éducation.

## Anciens étudiants célèbres
- Åsa Lindhagen (1980-), femme politique.
- Lena Micko (1955-), femme politique.